# Rohov (Sedlec-Prčice)
Rohov je vesnice, část města Sedlec-Prčice v okrese Příbram ve Středočeském kraji. Leží 2,5 kilometru jihovýchodně od Sedlce-Prčic. V roce 2011 zde trvale žilo sedmnáct obyvatel.

## Název
Jméno vsí původně znamenalo Rohův dvůr.

## Historie
První písemná zmínka o vesnici pochází z roku 1391, kdy je připomínán Bohuněk z Rohova (psán tehdy latinsky Bohunek de Rohowa). Byli to patrně příslušníci místního vladyckého rodu, o kterém není známo téměř nic. Pocházel z něj zřejmě i Domaslav z Rohova, který byl (společně s Václavem z Jetřichovic) přítomen při koupi dědictví v Rohově. Stalo se tak 5. května 1396, kdy Oldřich z Rohova své dědictví v Rohově, poplužní dvůr a mlýn s polnostmi prodal Kubkovi z Prčice za 61 a půl kopy grošů (podle pozůstatků desk zemských, I.554). Dotyčný Kubka z Prčice zemřel v roce 1398, v témže roce je znovu zmiňován Oldřich z Rohova. Vůbec posledním člověkem s přídomkem „z Rohova“ byl Bohuněk, který zemřel v roce 1410 (jím také statek odumřel).
Rohov ovšem nepatřil jen jednomu vlastníkovi. V roce 1408 koupil od Prokopa z Ústí část platu na dvorci, se vším příslušenstvím, Přibík ze Lhotky dohromady spolu s Martinem ze Sudoměřic (ovšem A. Sedláček klade tuto koupi už do roku 1404). Více o starších dějinách Rohova není známo, např. A. N. Vlasák má ve své práci Okres Sedlecký v Táborsku o Rohově jen nepatrnou zmínku: „Rohov, ves 1/2 hod. [míněno od Prčice], 110 obyvatel v 12 domech“.

## Obyvatelstvo
| Rok            | 1869 | 1880 | 1890 | 1900 | 1910 | 1921 | 1930 | 1950 | 1961 | 1970 | 1980 | 1991 | 2001 | 2011 | 2021 |
| -------------- | ---- | ---- | ---- | ---- | ---- | ---- | ---- | ---- | ---- | ---- | ---- | ---- | ---- | ---- | ---- |
| Počet obyvatel | 96   | 93   | 87   | 90   | 66   | 66   | 53   | 39   | 38   | 28   | 24   | 17   | 19   | 17   | 14   |
| Počet domů     | 12   | 13   | 13   | 13   | 13   | 13   | 13   | 11   | 11   | 10   | 6    | 10   | 10   | 11   | 11   |

## Obecní správa
Při sčítání lidu v letech 1850–1979 Rohov byl osadou obce Přestavlky, se kterým patřil nejprve do okresu Sedlčany, ale od roku 1960 v okrese Benešov. Od 1. ledna 1980 je částí města Sedlec-Prčice v okrese Benešov. Od 1. ledna 2007 vesnice přešla spolu s městem Sedlec-Prčice z okresu Benešov do okresu Příbram.

## Galerie

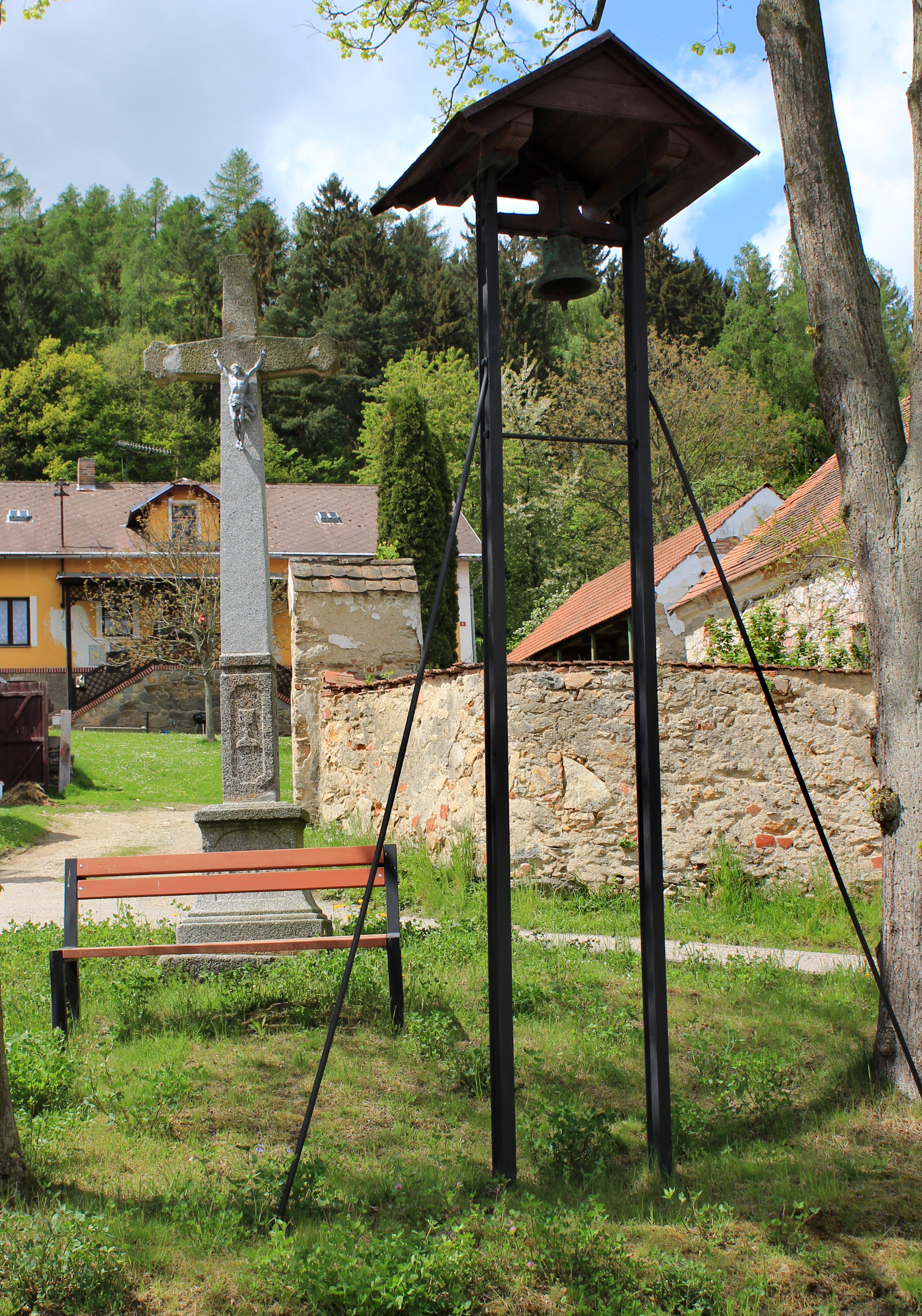
Křížek a zvonice na návsi
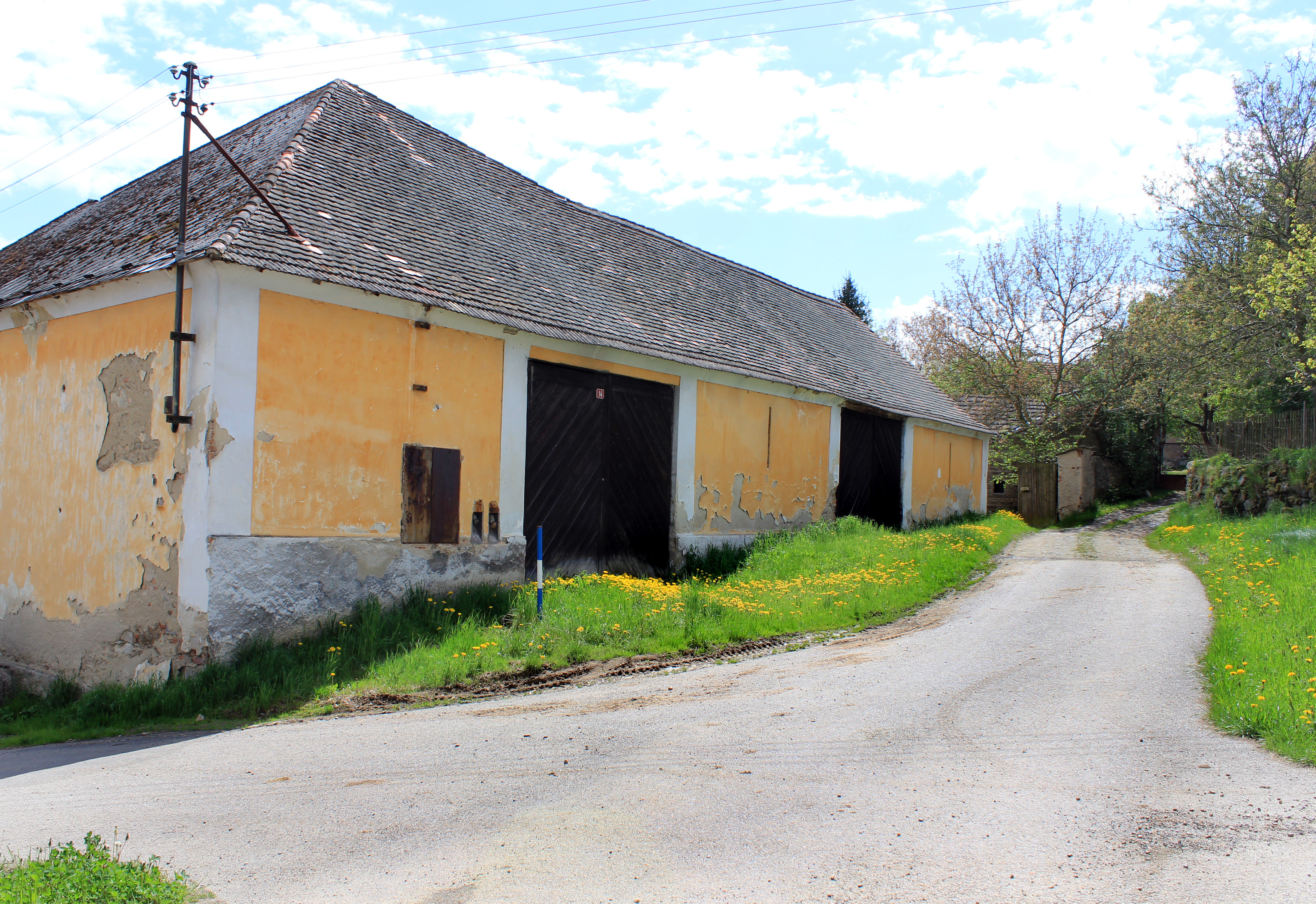
Stodola u návsi
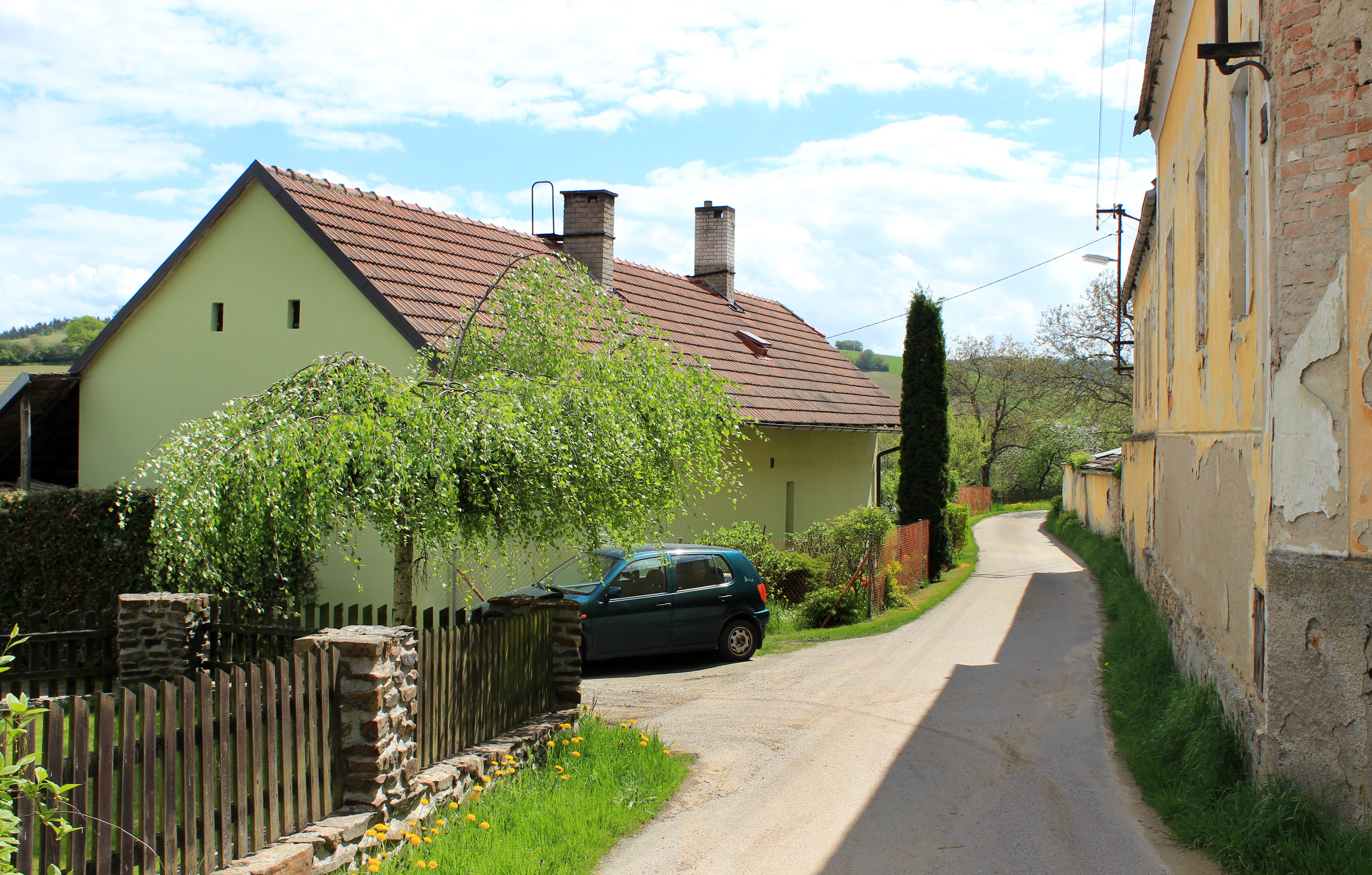
Dům čp. 4